# Rampage World Tour
Rampage World Tour es un videojuego lanzado en 1997 y es el segundo juego de la serie Rampage. El juego fue desarrollado como un juego de arcade para Midway Games por los diseñadores de Game Refuge Inc. Brian Colin y Jeff Nauman, quienes concibieron y diseñaron el original en 1986. Fue adaptado a Sega Saturn, Nintendo 64, Game Boy Color, PlayStation, Microsoft Windows y ha sido relanzado el Midway Arcade Treasures 2, además de estar incluido en Rampage: Total Destruction.

## Trama
George, Lizzie y Ralph han sido liberados debido a una explosión en una instalación de Scumlabs. El trío comienza a destruir todas las bases de Scumlabs esparcidas por todo el mundo y mata a sus empleados. En los últimos niveles, el CEO de Scumlabs, Eustace DeMonic, se convierte en un monstruo en un intento de combatir a George, Lizzie y Ralph, pero es derrotado durante una batalla en una base lunar. Después de esto, la única empleada sobreviviente de Scumlabs, la Dra. Elizabeth Veronica, intenta desintegrar a los monstruos con una pistola de rayos en su nave espacial, pero solo los reduce a un tamaño en miniatura y terminan dentro de su nave. George y Ralph posan en los estantes, mientras que Lizzie rebota sobre los senos de Veronica (aunque la última parte está censurada en los ports domésticos).

## Jugabilidad
Al igual que en el primer juego Rampage, el objetivo de cada etapa es destruir todos los edificios de cada ciudad mientras evitas o destruyes a las fuerzas militares. Si el jugador tarda demasiado en destruir la ciudad, los jets volarán y bombardearán los edificios restantes, terminando el escenario con una puntuación más baja.
En el primer nivel, Peoria, una cartelera turística recorre diferentes regiones del país (Noreste, Suroeste, etc.). Destruir la cartelera cuando muestra una de estas regiones enviará al jugador en esa dirección. Los jugadores también pueden optar por comer o ignorar los potenciadores del "World Tour" y controlar qué país pueden visitar. Después de obtener un encendido de World Tour, los siguientes niveles tienen lugar en un lugar extranjero hasta que se destruye una planta de Scumlabs. Los residuos radiactivos de color púrpura transforman temporalmente al jugador en un supermonstruo conocido como V.E.R.N. El juego no terminará hasta que todas las ciudades de Scumlabs hayan sido destruidas, lo que puede causar algunos viajes erráticos hacia el final del juego (incluidos múltiples viajes de la gira mundial si los jugadores se han perdido o han evitado deliberadamente obtener banderas de la gira mundial).
La versión arcade admite hasta tres jugadores simultáneamente. Aunque se anunció que la versión de PlayStation también admitiría tres jugadores, tanto la versión de PlayStation como la de Saturn solo permiten dos jugadores. Aparentemente, el soporte para tres jugadores se programó en el puerto en un punto y se eliminó en el último minuto, ya que una revisión de la versión de PlayStation en Electronic Gaming Monthly describe el juego de tres jugadores. La conversión de Nintendo 64 incluye la funcionalidad completa de tres jugadores.

## Lanzamiento
Poco después de que se lanzaran los ports domésticos, "Rampage World Tour" se exhibió en el salón de juegos JAMMA en Japón, pero atrajo poco interés. El juego nunca se lanzaría en Japón.

## Recepción
Next Generation revisó la versión arcade del juego. Se burlaron de la decisión de continuar usando sprites para los gráficos en lugar de polígonos, y concluyeron que "Rampage World Tour parece tener como objetivo satisfacer el anhelo de los jugadores por títulos anteriores como Space Invaders o Pac-Man. Está bien, pero todo lo que logrará esta nueva versión es hacer que los jugadores anhelen el original más que nunca".
Los críticos coincidieron en que los ports de consola son casi perfectos que el de arcade, aunque algunos criticaron las versiones para PlayStation y Saturn por admitir solo dos jugadores en lugar de los tres admitidos en la versión arcade. Sin embargo, estaban divididos sobre el juego en sí. Muchos lo aclamaron como un renacimiento divertido de un clásico arcade. Por ejemplo, Shawn Smith escribió en Electronic Gaming Monthly que "No hay nada como sentarse y jugar un buen juego antiguo. Es aún mejor hacerlo cuando se ha mejorado, pero aún tiene la la misma sensación que el original". A pesar de darle a la versión de PlayStation una puntuación de solo 5.7 sobre 10, Jeff Gerstmann recomendó mucho el juego debido a sus nuevos trucos de juego y niveles más grandes, y dijo que la única forma posible de mejorarlo sería con juegos de tres jugadores de apoyo. Sin embargo, la mayoría criticó el formato de desplazamiento lateral en 2D del juego como anticuado, y algunos comentaron además que la simplicidad y repetitividad del juego Rampage, aunque se disfrutaba mucho en las salas de juegos, no se adaptaba al formato de la consola doméstica. Adam Douglas explicó en IGN que la serie Rampage "fue genial para sacar tus agresiones y luego seguir adelante. ¿Por qué querrías jugar este juego durante horas seguidas?" Sega Saturn Magazine sostuvo de manera similar que "La operación con monedas fue muy divertida durante unos diez minutos más o menos, pero la falta de variedad en el diseño de niveles y la naturaleza superficial del juego significaron que pronto se volvió bastante tedioso. A pesar de las escasas mejoras en la actualización, las mismas críticas se pueden dirigir a Rampage World Tour".
En una revisión de la versión de PlayStation, GamePro estaba más indeciso: "Con muchos movimientos especiales y potenciadores para descubrir mientras arrasas más de 100 ciudades, el juego ciertamente dura, solo no, no esperes que cambie mucho. Por otra parte, a veces es bueno apagar el cerebro y subir la carnicería cósmica". Sin embargo, un crítico diferente de GamePro revisó la versión de Saturn y opinó que "el fracaso total del juego para aprovechar la nueva tecnología y agregar nuevos elementos al Rampage original es imperdonable". Next Generation revisó la versión del juego para Nintendo 64 y afirmó que "a pesar del modo de tres jugadores, ninguna cantidad de destello gráfico o nostalgia puede mejorar un estilo de juego cuyo día ha pasado".
Charles Ardai de Computer Gaming World señaló que la versión para PC del juego tenía problemas de rendimiento y gráficos cuando se jugaba en modo de pantalla completa. El mejor rendimiento se logró cuando la pantalla se configuró en un marco del tamaño de una postal. Encontró que la acción era básica, aunque hay una variedad de animación. Agregó que está "empapado de toda la diversión de la película de monstruos que faltaba notablemente en la reciente película Godzilla".